# Arseniusz (imię)
Arseniusz – imię męskie pochodzenia greckiego. Wywodzi się od słowa ἀρσεν (arsen) oznaczającego „męski”.
Arseniusz imieniny obchodzi 8 maja, 19 lipca, 30 października i 14 grudnia.
Arseniusz w innych językach: 
- rosyjski – Арсений[1] (Arsenij).

Znane osoby noszące to imię:
- Arseniusz (1873–1937) – rosyjski biskup prawosławny
- Arsen Kasabijew
- Arseniusz Pimonow (1863–1939) – działacz społeczny mniejszości rosyjskiej, przywódca społeczności polskich staroobrzędowców w II RP
- Arseniusz Romanowicz
- Arsienij Tiszkow (1909–1979) – oficer radzieckiego wywiadu zagranicznego, zastępca szefa Pierwszego Zarządu Głównego Komitetu Bezpieczeństwa Państwowego w 1954
- Arsène Wenger
- Arsienij Zakriewski (1783 albo 1786–1865) – hrabia, rosyjski generał i polityk, minister spraw wewnętrznych Imperium Rosyjskiego polskiego pochodzenia
- Arsenij Jaceniuk – premier Ukrainy, lider partii Batkiwszczyna

Zobacz też
- Święty Arseniusz

Imię Arseniusz nosiła także znana postać fikcyjna z cyklu powieści Maurice'a Leblanca oraz z serialu telewizyjnego Arsen Lupin.